# دحل أبرقية
دحل أبرقية هو أحد الدحول الواقعة في الصمان في السعودية. كما أن كلمة أبرق تعني الجبل الذي يجلله الرمل.